# 2011年の韓国シリーズ
2011年の韓国シリーズは、公式戦1位の三星ライオンズとプレーオフ勝者の3位SKワイバーンズ間で10月25日から10月31日まで開催され、三星が4戦1敗で5年ぶりに優勝し、昨年の韓国シリーズ4連敗の雪辱も果たした。韓国シリーズMVPは4試合に出場して5.2回を無失点、3セーブを記録した三星の吳昇桓が受賞した。

## 準プレーオフ
2011年の準プレーオフでは、SKワイバーンズと起亜タイガースが2009年の韓国シリーズ以来2年ぶりに5戦3先勝制の勝負を繰り広げた。第1戦は起亜が勝利したが、その後はSKが3連勝してプレーオフに進出した。

## プレーオフ
2011年のプレーオフでは、ロッテ・ジャイアンツとSKワイバーンズが韓国シリーズ進出をかけて争った。第1戦、第3戦、第5戦で勝利したSKがロッテを下し、韓国シリーズに進出した。プレーオフMVPは3本塁打を放つ活躍を見せたSKの朴正権が受賞した。
| ステージ     | 勝利チーム                  | 成績   | 星取表 | 敗戦チーム                        |
| ------------ | --------------------------- | ------ | ------ | --------------------------------- |
| 準プレーオフ | SKワイバーンズ（公式戦3位） | 3勝1敗 | ●○○○   | 起亜タイガース（公式戦4位）       |
| プレーオフ   | SKワイバーンズ（公式戦2位） | 3勝2敗 | ○●○●○  | ロッテ・ジャイアンツ（公式戦2位） |

## 韓国シリーズ

### 第1戦 10月25日・大邱市民野球場
第1戦は三星はダグ・マシスが、SKは高孝準が先発登板。4回裏に三星が申命澈の左中間を割る適時二塁打で2点を先制。三星の投手陣は9回までSK打線を無失点に抑えて勝利を収めた。
|                | 1 | 2 | 3 | 4 | 5 | 6 | 7 | 8 | 9 | R | H | E |
| -------------- | - | - | - | - | - | - | - | - | - | - | - | - |
| SKワイバーンズ | 0 | 0 | 0 | 0 | 0 | 0 | 0 | 0 | 0 | 0 | 5 | 1 |
| 三星ライオンズ | 0 | 0 | 0 | 2 | 0 | 0 | 0 | 0 | - | 2 | 5 | 1 |

1. 勝利：車雨燦（1勝）
2. セーブ：吳昇桓（1S）
3. 敗戦：高孝準（1敗）

### 第2戦 10月26日・大邱市民野球場
第2戦も拮抗した投手戦が続き、三星の先発張洹三は5.1回を投げて10奪三振・無失点の投球を見せ、SK投手陣も無失点の好投を続けた。三星は6回裏に二死満塁から裵榮燮が2点適時打を放ち、2-0とリードした。SKは8回表に朴正権の適時打で1点を返して追撃を開始したが、三星は吳昇桓を早期投入し、吳昇桓も期待に応えて2回を無失点に抑えて勝利に貢献した。一方、SKは8回表二死一塁二塁から中堅前への安打で、二塁走者の崔廷が本塁に突入し、三星の中堅手李英旭の送球でタッグアウトにされたのが痛かった。
|                | 1 | 2 | 3 | 4 | 5 | 6 | 7 | 8 | 9 | R | H | E |
| -------------- | - | - | - | - | - | - | - | - | - | - | - | - |
| SKワイバーンズ | 0 | 0 | 0 | 0 | 0 | 0 | 0 | 1 | 0 | 1 | 7 | 1 |
| 三星ライオンズ | 0 | 0 | 0 | 0 | 0 | 2 | 0 | 0 | - | 2 | 6 | 1 |

1. 勝利：権五俊（1勝）
2. セーブ：吳昇桓（2S）
3. 敗戦：朴熙洙（1敗）

### 第3戦 10月28日・文鶴野球場
SKは4回裏に朴哉相が左翼越えのソロ本塁打（飛距離105m）を、5回裏には崔東秀が左翼越えのソロ本塁打（飛距離120m）を記録して2-0とリードした。三星は
8回表に朴錫珉の適時打で1点を返したが、その後追加点を得られず、SKが勝利した。
|                | 1 | 2 | 3 | 4 | 5 | 6 | 7 | 8 | 9 | R | H | E |
| -------------- | - | - | - | - | - | - | - | - | - | - | - | - |
| 三星ライオンズ | 0 | 0 | 0 | 0 | 0 | 0 | 0 | 1 | 0 | 1 | 7 | 0 |
| SKワイバーンズ | 0 | 0 | 0 | 1 | 1 | 0 | 0 | 0 | - | 2 | 5 | 0 |

1. 勝利：宋恩範（1勝）
2. セーブ：嚴正郁（1S）
3. 敗戦：ジャマーノ（1敗）
4. 本塁打
SK：朴哉相1号ソロ（4回、ジャマーノ）、崔東秀1号ソロ（5回、ジャマーノ）

### 第4戦 10月29日・文鶴野球場
SKは0-2と2点リードされた3回裏に捕逸から1点を返した。しかし三星も4回表に申命澈が右翼越えの2点本塁打（飛距離110m）を記録し、7回表には崔炯宇が右翼越えのソロ本塁打（飛距離120m）を記録して1-5と4点差に広げた。SKは7回裏に朴哉相が左翼越えの3点本塁打（飛距離100m）を放ち1点差に迫るが、三星も8回に2点と9回に1点を追加して再び突き放し、勝利を収めた。
|                | 1 | 2 | 3 | 4 | 5 | 6 | 7 | 8 | 9 | R | H  | E |
| -------------- | - | - | - | - | - | - | - | - | - | - | -- | - |
| 三星ライオンズ | 2 | 0 | 0 | 2 | 0 | 0 | 1 | 2 | 1 | 8 | 13 | 1 |
| SKワイバーンズ | 0 | 0 | 1 | 0 | 0 | 0 | 3 | 0 | 0 | 4 | 10 | 0 |

1. 勝利：鄭寅煜（1勝）
2. 敗戦：金廣鉉（1敗）
3. 本塁打
SK：申命澈1号2ラン（4回、李在永）、崔炯宇1号ソロ（7回、李永旭）
三星：朴哉相1号3ラン（7回、鄭寅煜）

### 第5戦 10月31日・蚕室野球場
三星は4回裏に康奉珪が左翼越えのソロ本塁打を記録し、これが決勝点になった。その後、両チームは張りつめた投手戦を再び続けた。三星の先発投手、車雨燦は7回を投げて7奪三振・無失点と好投をし、8回表から登板した吳昇桓がこのリードを守った。三星は歴代5回目の優勝を果たした。韓国シリーズMVPは3セーブを記録した三星の吳昇桓が受賞した。
|                | 1 | 2 | 3 | 4 | 5 | 6 | 7 | 8 | 9 | R | H | E |
| -------------- | - | - | - | - | - | - | - | - | - | - | - | - |
| SKワイバーンズ | 0 | 0 | 0 | 0 | 0 | 0 | 0 | 0 | 0 | 0 | 6 | 0 |
| 三星ライオンズ | 0 | 0 | 0 | 1 | 0 | 0 | 0 | 0 | - | 1 | 4 | 0 |

1. 勝利：車雨燦（2勝）
2. セーブ：吳昇桓（3S）
3. 敗戦：ゴードン（1敗）
4. 本塁打
三星：康奉珪1号ソロ（4回、ゴードン）

- 三星ライオンズが4勝1敗で韓国シリーズ優勝。